# Геноцид фінів-інгерманландців

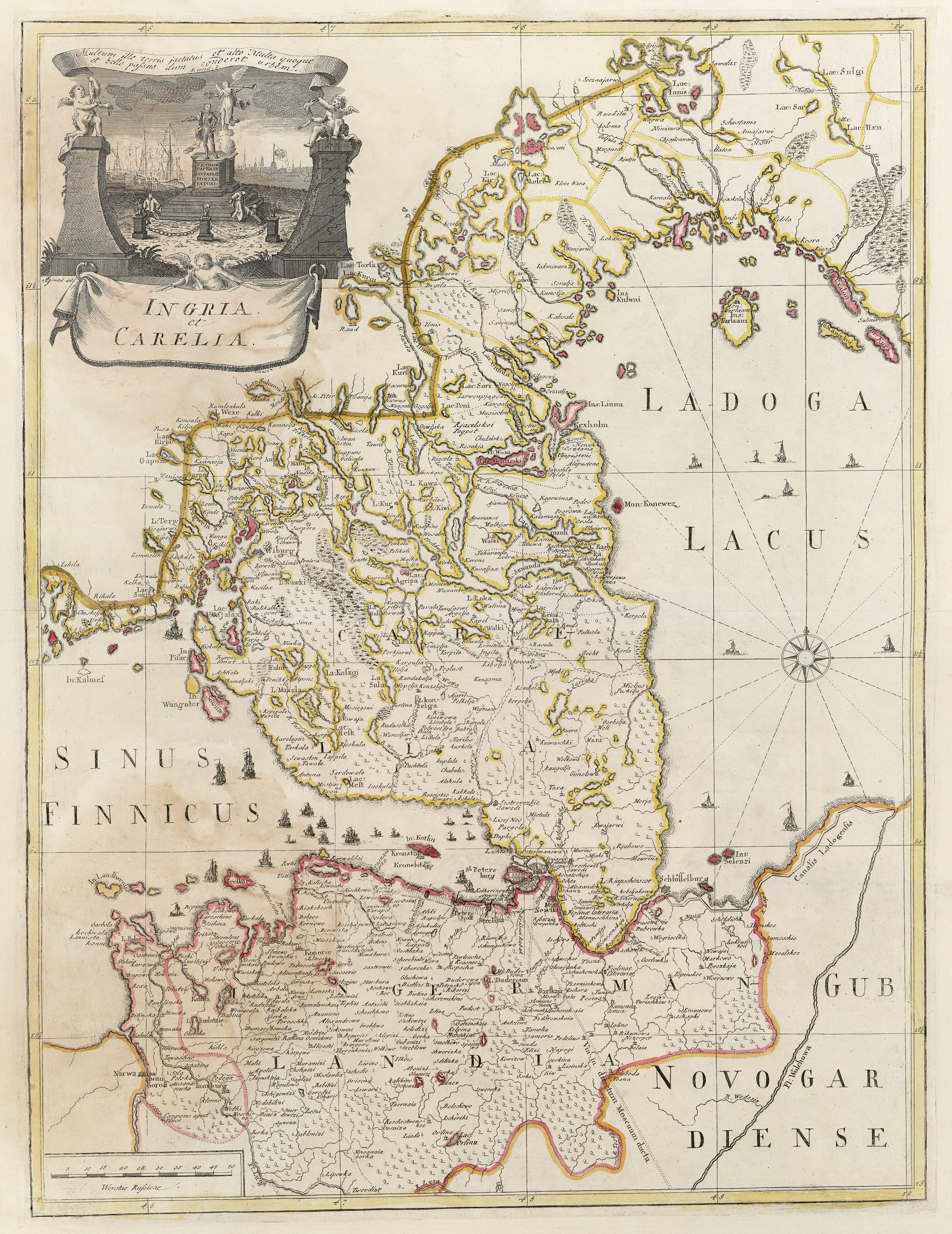
Іжорія та Карельський перешийок у 1740-х роках.

Геноцид фінів-інгерманландців — це низка подій, спровокованих російською революцією в ХХ столітті, під час якої Радянський Союз депортував, ув’язнював і вбивав інгерманландців та знищував їхню культуру. При цьому Іжорія, в історичному розумінні цього слова, припинила своє існування. До переслідувань в Росії налічувалося від 140 000 до 160 000 інгерманландців, а сьогодні приблизно 19 000 (після кількох тисяч репатріованих з 1990 року).
Інгерманландців тероризували та примушували таким чином, що тепер це описують як «геноцид» та «етнічна чистка».

## Передумови
Фіни-інгерманландці були переважно незалежними дрібними фермерами у 1920-х і ще на початку 1930-х років із відносно високою грамотністю. Вони були переважно лютеранами. Іжорія розташовувалася в околицях Ленінграда, де вони становили другу за чисельністю етнічну групу після росіян у 1930-х роках. З 1930 року об’єктами нападу стали інгерманландці. Червоні біженці, які програли громадянську війну у Фінляндії, взяли на себе відповідальність у цьому районі. Вони форсували пропаганду колективізації сільського господарства, доносили священиків, допомагали арештовувати людей і переслідували інгерських фінів і «куркулів».
Крім незалежних фермерів, радянський режим нападав на освічених людей, таких як вчителі, а також на релігійне керівництво по всьому Радянському Союзу. Працівники Інгерманландської лютеранської церкви були ув'язнені, відправлені на примусові роботи, депортовані та страчені. Інгерманландські церкви були перетворені на клуби та склади. У 1937 році в школах було заборонено викладання фінською мовою. Були ліквідовані інгерманландські сільські ради, заклади культури та журнали.

## Історія
У 1926 році кількість інгерманландців оцінювалася в 115 тис. У 1929–1931 рр. було депортовано 18 тис., у 1935 р. близько 7 тис., у 1935–1936 рр. загалом було депортовано 26–27 тис. осіб. Депортовані опинилися в таборах, їх смертність була високою. Депортації здійснювалися поспіхом, а житло, харчування та охорона здоров’я жертв були вкрай нестачі. Між 1929 і 1938 роками загалом було ув’язнено та депортовано 60 000 інгерманландців, що становили половину інгерманландського населення.
З 1935 року геноцид проявився у депортаціях цілих інгерських сіл, масових арештах і стратах, особливо в 1937 і 1938 роках, пов’язаних з Великою чисткою. Причиною геноциду стало скептичне ставлення Радянського Союзу до інгерманландського народу через його тісні культурно-історичні зв'язки з Фінляндією. У той же час багато інших етнічних груп і меншин також зазнали переслідувань.
Процес знищення, спрямований на інгерманландців, керувався централізовано та розглядався. Російське законодавство 1990-х років називало це геноцидом. Метою, зокрема, було вбивство чоловічого населення. Десятки тисяч інгерманландців загинули через депортації та у трудових таборах.

Фактична кількість радянських фінів у Радянському Союзі та Росії за роками; орієнтовна частина інґранських фінів серед них становила 95%, тож до розпаду Радянського Союзу інґріанців було близько 61 000:
Під час Другої світової війни інгерманландців знову були примусово депортовані з батьківщини через етнічні причини, і навіть після війни їм не дозволялося повернутися на батьківщину до 1954 року. Вислані до Сибіру інгри були поміщені в табори. Радянський Союз мовчав про інгрів і їх офіційно не існувало. Лише після розпаду Радянського Союзу в 1990 році Російська Федерація намагалася покращити їх становище за допомогою нового законодавства.